# Mycetophila triordinata
Mycetophila triordinata är en tvåvingeart som beskrevs av Freeman 1954. Mycetophila triordinata ingår i släktet Mycetophila och familjen svampmyggor. Inga underarter finns listade i Catalogue of Life.